# 麻倉未稀
麻倉 未稀（あさくら みき、1960年7月27日 - ）は、日本の歌手。作詞家。本名：高橋 徳子（たかはし のりこ）。旧姓名：村上 徳子（むらかみ のりこ）。
大阪府大阪市出身。駒沢学園女子高等学校卒業。2023年現在、神奈川県藤沢市在住。
3歳上の姉は、ミス・ユニバース近畿地区代表でもあったモデルの高橋（村上）美和子。父親は元新聞記者。

## 来歴
中学2年生の時に歌手を志望し始めて大阪音楽院でレッスンを受け、中学卒業と共に上京。高校卒業後も歌手デビューの機会に中々恵まれず、東京でモデルをする姉・美和子に誘われて雑誌のモデルとして活動を始めた。
1981年、オンワードのCMソングであるシングル『ミスティ・トワイライト』で、21歳で歌手デビュー。当時のキャッチフレーズは、“都会派美人シンガー”。TBSテレビ系『ザ・ベストテン』には、『黄昏ダンシング』で「今週のスポットライト」で初出演。その後、同番組において麻倉自身唯一のランクインを（最高9位）果たした。
1983年、洋楽カバーの『ホワット ア フィーリング 〜フラッシュダンス』（この曲の日本語訳詞も手掛けた）がヒット。その後も洋楽カバーである1984年の『ヒーロー』が爆発的にヒットし、一躍トップ歌手の仲間入りをした。同じく1985年の『RUNAWAY』などもスマッシュヒットし、全国ツアーも好評となった。このように1980年代のミュージックシーンをスタイリッシュに駆け抜け、以後“洋楽カバーの女王”とも評されるようになった。
1993年5月に出版した写真集『Si麻倉未稀』（撮影・大竹省二）でヌードを披露し、ファンを驚かせた。また1995年7月には、時代劇映画『卍舞2』で峰岸徹との濡れ場を演じた。
1990年代半ばからミュージカル女優としても活躍し、『麗しのサブリナ三姉妹物語』（1995～1998年）で初主演。その後も『くるみ割り人形』（2001、2002年）、『アニー』（2009年）などに出演。
時期は不明だが結婚と離婚を経験している。
2017年4月、番組企画で受けた人間ドックでの診断結果で、左乳房部にステージ2の乳癌が発覚。同年6月に左乳癌全摘出及び乳房再建手術を受け、6月末に無事退院。翌7月14日に先輩歌手・庄野真代とのジョイントライブで音楽活動再開を果たしている。
2018年、元プリンセス プリンセスのドラマー・富田京子と共に「ピンクリボンふじさわ」を立ち上げた。以降治療とともに、居住地域である藤沢市の乳癌検診率向上や検査受診を歌と講演で啓発する活動を行っている。
2020年7月、乳癌に限定しない活動に取り組むNPO法人「あいおぷらす」を設立。2022年6月29日、一般社団法人・日本専門医機構の理事に就任し、専門医制度の拡充活動も務めている。
2025年1月、株式会社ツキアカリに移籍。

## エピソード

### 子供時代
子供の頃からピアノを習い、クラシックバレエやジャズダンスもやっていた。中学生の頃に歌の上手い同級生に誘われるまま、とある歌のオーディション（詳細は不明）に参加して合格。このオーディションで、「歌を通じて自分の感情を表に出す」という解放感と充足感を初めて得た。
それまで歌手になる夢は持っていなかったが上記の経験がきっかけで歌に興味を持ち、試験を受けて音楽院に通うようになった。後日歌のレッスンをしていた所、音楽院にやって来たレコード会社の人にアイドル歌手としてスカウトされた。アイドルっぽい曲のレコーディングをしたが、ほどなくして声変わりしたためデビューは見送られた。ただし、レコード会社から歌の才能自体は認められ、「東京でレッスンを受けながらデビューの機会を待ってはどうか？」と提案された。これにより東京の高校への進学を母に告げると反対されたが、周りの人の助言により上京を許された。

### 歌手デビュー
上京後、高校生活を送りながら芸能事務所の練習生として歌のレッスンに励むが、歌手デビューのためのオーディションは不合格が続いた。高校卒業後もデビューが決まらず先が見えない状態が続いたが、雑誌『ミセス』の専属モデルだった姉（美和子）から誘われ、婦人モード誌『装苑』のモデルに応募して採用された。また、当時はモデルに加えて美容体操の講師もしており、尊敬する歌手であるシャーリー・バッシーを目標にデビューの機会を伺った。
後日、オンワードのCMソングのレコード化による歌手オーディションが行われることを知った。その楽曲『ミスティ・トワイライト』のサビには長めの英語歌詞があったが、本人は元々英語は不得意だった。しかし「とても素敵な曲だし、このチャンスを逃したくない」との思いから、歌詞の英語の発音を練習してオーディションに挑んで合格した。
デビュー当時、先述のキャッチコピーもあって事務所により“カッコイイ大人の女性”のイメージで歌謡界に登場した。ただし普段の性格とは違うため、しばらくは事務所から「イメージを壊さないよう、出演番組などであまり喋らないように」と言われていたという。デビューから2年後、スタッフから洋楽『ホワット ア フィーリング 〜フラッシュダンス』のカバーを勧められた。しかしこの曲は難しく、本人が「原曲歌手のアイリーン・キャラのようには歌えない」と思ったことから、一度断っている。しかし、周りから「この曲はキミに向いてるから」と説得されて歌唱を決めた。この経験により「カバーソングが持つ、原曲の魅力を広げられる面白さ」に気づいた。

### 悩み多き30代でのヌード
1993年の写真集『Si麻倉未稀』では、「“見失った私”を探す旅」というコンセプトのもと、ポルトガルで撮影が行われた。遡って1980年代の中頃、ヒット曲を飛ばしながらも本人は内心、何となく宙に浮いているようなどこか落ち着かない気持ちだったという。20代の頃から色々な所からヌード写真集を依頼されていたが、「写真家・大竹省二さんに撮ってもらえるなら」と承諾した。
また、30代（1990年代）を迎えた頃から、芸能人“麻倉未稀”と素の自分との間で「本音はどこにあるんだろう」と悩むこともあった。そんな中映画『卍舞2』を依頼され、自分のイメージと真反対な役柄だったことから出演を決め、濡れ場にも挑戦することとなった。公開後“落ち目になって脱いだ”との見方をする人もいたが、その後ミュージカル女優として活躍するなどして酷評を一蹴した。

### 乳癌と復帰後の歌声
2017年に人間ドックで乳癌が発覚した後、大学病院の精密検査で詳しく調べた所2つの腫瘍が見つかった。元々頑張り屋な性格なため、癌発覚後も周囲には明るく振る舞っていたが、内心“死”をイメージして不安になることもあった。以前から胸に違和感を覚えていたのに忙しさや怖さから検査を先延ばしにしていたことを反省・後悔した。その一方で、『ヒーロー』に対して「励まされる」といった感想をもらっていた自分が隠すわけにはいかないと、検査結果を聞いて自宅最寄りの藤沢駅へと帰る東海道線の車中で決意。2017年10月に主治医の癌をテーマにしたトークショーを聞きに行った所、その相手役が富田京子だったことが縁で、彼女と「ピンクリボンふじさわ」を立ち上げることに繋がった。
乳房再建の影響で以前より肺活量が少なくなったが、努力の末肺や肋骨に負担をかけずに腹式呼吸ができるようになった。その後2022年3月、比叡山延暦寺で聴いた声明（しょうみよう）に衝撃を受け、歌声に活かせると思ったことから以降延暦寺に時々訪れて声明を学んでいる（2023年5月現在）。

## ディスコグラフィー

### シングル
| #                                 | 発売日         | タイトル                                    | B面                              | 規格           | 規格品番       |
| キングレコード                    | キングレコード | キングレコード                              | キングレコード                   | キングレコード | キングレコード |
| --------------------------------- | -------------- | ------------------------------------------- | -------------------------------- | -------------- | -------------- |
| 1st                               | 1981年8月21日  | ミスティ・トワイライト                      | グッドバイ・シー・ユー・アゲイン | EP             | K07S-210       |
| 2nd                               | 1982年1月18日  | 黒いパンプス                                | 涙のバースデイカード             | EP             | K07S-262       |
| キングレコード / CRYSTAL BIRD     |                |                                             |                                  |                |                |
| 3rd                               | 1982年7月5日   | 女嫌い                                      | Body Tolk                        | EP             | K07S-295       |
| 4th                               | 1982年11月21日 | SNOWBIRD                                    | コルシカの風                     | EP             | K07S-363       |
| 5th                               | 1983年6月21日  | マジカル サマー                             | トロピカーナ パラダイス          | EP             | K07S-363       |
| 6th                               | 1983年7月21日  | ホワット ア フィーリング 〜フラッシュダンス | Love Trip                        | EP             | K07S-454       |
| 7th                               | 1983年11月5日  | それだけの旅                                | メモリーズ オブ ユー             | EP             | K07S-489       |
| 8th                               | 1983年11月21日 | 黄昏ダンシング                              | ファー・フロム・オーヴァー       | EP             | K07S-502       |
| 9th                               | 1984年4月15日  | ロマンスは熱いうちに -The City of Romance-  | ワインクーラーでもう一度         | EP             | K07S-543       |
| 10th                              | 1984年9月5日   | リメンバー・ターン                          | Marvelous Night                  | EP             | K07S-596       |
| 11th                              | 1984年11月5日  | ヒーロー HOLDING OUT FOR A HERO             | 横須賀Break Dance                | EP             | K07S-653       |
| 12th                              | 1985年4月5日   | ハートブレイカー 泣かないで                 | Last Song ララバイ               | EP             | K07S-10001     |
| 13th                              | 1985年5月21日  | RUNAWAY                                     | ワンダフル・ワールド             | EP             | K07S-10021     |
| キングレコード / スターチャイルド |                |                                             |                                  |                |                |
| 14th                              | 1985年7月21日  | 孤独の戦士 (ロンリー ハンター)              | 想い出に愛をこめて               | EP             | K07S-3071      |
| キングレコード / CRYSTAL BIRD     |                |                                             |                                  |                |                |
| 15th                              | 1986年3月21日  | 千億の恋人                                  | モノクローム                     | EP             | K07S-10095     |
| 16th                              | 1986年9月5日   | 愛はウィングス                              | CHANGING MY HEART FOR YOU        | EP             | K07S-10125     |
| 17th                              | 1987年10月21日 | Be My Life                                  |                                  | EP             | K07S-10218     |
| 18th                              | 1988年5月21日  | INDIAN SUMMER                               | 永遠にtoo late                   | 8cmCD          | K10X-23014     |
| 19th                              | 1988年6月5日   | Dance with love                             | 遠い微笑                         | EP             | K07S-10266     |
| 19th                              | 1988年6月5日   | Dance with love                             | 遠い微笑                         | 8cmCD          | K10X-23017     |
| 20th                              | 1989年4月21日  | DREAMS COME TRUE                            | Ocean Breeze                     | 8cmCD          | 091X-10001     |
| 21st                              | 1990年8月5日   | Omni-Free 〜さよならを教えて〜              | Omni-Dream 〜ステキな夢〜        | 8cmCD          | KIDS-15        |
| 22nd                              | 1992年5月21日  | モノクローム                                | 九月には帰らない                 | 8cmCD          | KIDS-80        |

### アルバム

#### オリジナル・アルバム
|                               | 発売日         | タイトル                | 規格           | 規格品番       |                |
| キングレコード                | キングレコード | キングレコード          | キングレコード | キングレコード | キングレコード |
| ----------------------------- | -------------- | ----------------------- | -------------- | -------------- | -------------- |
| 1st                           | 1981年11月21日 | SEXY ELEGANCE           | LP             | K28A-222       |                |
| 1st                           | 1981年11月21日 | SEXY ELEGANCE           | CT             | K28H-188       |                |
| キングレコード / CRYSTAL BIRD |                |                         |                |                |                |
| 2nd                           | 1982年6月5日   | Lady                    | LP             | K28A-265       |                |
| 2nd                           | 1982年6月5日   | Lady                    | CT             | K28H-236       |                |
| 3rd                           | 1982年12月5日  | SNOWBIRD                | LP             | K28A-360       |                |
| 3rd                           | 1982年12月5日  | SNOWBIRD                | CT             | K28H-270       |                |
| 4th                           | 1983年6月21日  | Hip City                | LP             | K28A-398       |                |
| 4th                           | 1983年6月21日  | Hip City                | CT             | K28H-357       |                |
| 4th                           | 1983年12月21日 | Hip City                | CD             | K35X-2         |                |
| 5th                           | 1984年5月21日  | Dancin' M               | LP             | K28A-494       |                |
| 5th                           | 1984年5月21日  | Dancin' M               | CT             | K28H-484       |                |
| 5th                           | 1984年5月21日  | Dancin' M               | CD             | K35X-3         |                |
| 6th                           | 1984年9月21日  | ROMANCE                 | LP             | K28A-528       |                |
| 6th                           | 1984年9月21日  | ROMANCE                 | CT             | K28H-544       |                |
| 6th                           | 1984年9月21日  | ROMANCE                 | CD             | K35X-6         |                |
| 7th                           | 1985年5月5日   | Love Again              | LP             | K28A-647       |                |
| 7th                           | 1985年5月5日   | Love Again              | CT             | K28H-683       |                |
| 7th                           | 1985年5月5日   | Love Again              | CD             | K32X-7         |                |
| 8th                           | 1985年11月5日  | FOREIGNER               | LP             | K28A-689       |                |
| 8th                           | 1985年11月5日  | FOREIGNER               | CT             | K28H-743       |                |
| 8th                           | 1985年11月5日  | FOREIGNER               | CD             | K32X-59        |                |
| 9th                           | 1986年4月21日  | WARM ICE "AUSSIE BLEND" | LP             | K28A-745       |                |
| 9th                           | 1986年4月21日  | WARM ICE "AUSSIE BLEND" | CT             | K28H-845       |                |
| 9th                           | 1986年4月21日  | WARM ICE "AUSSIE BLEND" | CD             | K32X-80        |                |
| 10th                          | 1986年12月5日  | BY MYSELF               | LP             | K28A-777       |                |
| 10th                          | 1986年12月5日  | BY MYSELF               | CT             | K28H-957       |                |
| 10th                          | 1986年12月5日  | BY MYSELF               | CD             | K32X-116       |                |
| 11th                          | 1987年10月21日 | Scarlet Love            | LP             | K28A-823       |                |
| 11th                          | 1987年10月21日 | Scarlet Love            | CT             | K28H-1035      |                |
| 11th                          | 1987年10月21日 | Scarlet Love            | CD             | K32X-201       |                |
| 12th                          | 1988年2月21日  | Elegant Talk            | LP             | K28A-844       |                |
| 12th                          | 1988年2月21日  | Elegant Talk            | CT             | K28H-1127      |                |
| 12th                          | 1988年2月21日  | Elegant Talk            | CD             | K32X-235       |                |
| 13th                          | 1988年12月5日  | SU・TE・KI              | CD             | K32X-315       |                |
| 13th                          | 1988年12月5日  | SU・TE・KI              | CT             | K28H-1245      |                |
| 14th                          | 1989年11月21日 | COCORO                  | CD             | 292A-69        |                |
| 14th                          | 1989年11月21日 | COCORO                  | CT             | 256T-69        |                |
| 15th                          | 1990年10月21日 | Omni-Dream→Rakuen       | CD             | KICS-48        |                |
| プリンシパルレコード          |                |                         |                |                |                |
| 16th                          | 2003年8月8日   | めざめ                  | CD             | R-0360427 TR   |                |

#### ミニ・アルバム
|                               | 発売日                        | タイトル                      | 規格                          | 規格品番                      |                               |
| キングレコード / CRYSTAL BIRD | キングレコード / CRYSTAL BIRD | キングレコード / CRYSTAL BIRD | キングレコード / CRYSTAL BIRD | キングレコード / CRYSTAL BIRD | キングレコード / CRYSTAL BIRD |
| ----------------------------- | ----------------------------- | ----------------------------- | ----------------------------- | ----------------------------- | ----------------------------- |
| 1st                           | 1983年12月5日                 | SCREEN                        | LP                            | K20A-476                      |                               |
| 1st                           | 1983年12月5日                 | SCREEN                        | CT                            | K20H-444                      |                               |
| 2nd                           | 1984年12月5日                 | HERO & HEROINE                | LP                            | K20A-593                      |                               |
| 2nd                           | 1984年12月5日                 | HERO & HEROINE                | CT                            | K20H-621                      |                               |
| 3rd                           | 1985年12月5日                 | DREAMER                       | LP                            | K20A-721                      |                               |

#### ライブ・アルバム
|                               | 発売日                        | タイトル                      | 規格                          | 規格品番                      |                               |
| キングレコード / CRYSTAL BIRD | キングレコード / CRYSTAL BIRD | キングレコード / CRYSTAL BIRD | キングレコード / CRYSTAL BIRD | キングレコード / CRYSTAL BIRD | キングレコード / CRYSTAL BIRD |
| ----------------------------- | ----------------------------- | ----------------------------- | ----------------------------- | ----------------------------- | ----------------------------- |
| 1st                           | 1986年9月21日                 | LIVE ENERGY                   | LP                            | K28A-759                      |                               |
| 1st                           | 1986年9月21日                 | LIVE ENERGY                   | CT                            | K28H-878                      |                               |
| 1st                           | 1986年9月21日                 | LIVE ENERGY                   | CD                            | K32X-104                      |                               |

#### カバー・アルバム
|                               | 発売日                        | タイトル                                    | 規格                          | 規格品番                      |                               |
| キングレコード / CRYSTAL BIRD | キングレコード / CRYSTAL BIRD | キングレコード / CRYSTAL BIRD               | キングレコード / CRYSTAL BIRD | キングレコード / CRYSTAL BIRD | キングレコード / CRYSTAL BIRD |
| ----------------------------- | ----------------------------- | ------------------------------------------- | ----------------------------- | ----------------------------- | ----------------------------- |
| 1st                           | 1991年9月5日                  | YOUR SONGS Miki Asakura 10th Anniversary    | CD                            | KICS-125                      |                               |
| 1st                           | 1991年9月5日                  | YOUR SONGS Miki Asakura 10th Anniversary    | CT                            | KITS-151                      |                               |
| 2nd                           | 1991年12月21日                | Sincerely Yours                             | CD                            | KICS-158                      |                               |
| キングレコード                |                               |                                             |                               |                               |                               |
| 3rd                           | 2022年7月27日                 | 人生はドラマ これからも続く私のヒーロー物語 | CD+DVD                        | KIZC-683/4                    |                               |
| 3rd                           | 2022年7月27日                 | 人生はドラマ これからも続く私のヒーロー物語 | CD                            | KICS-4076                     |                               |

#### コンピレーション・アルバム
|                                                             | 発売日                                                      | タイトル                                                    | 規格                                                        | 規格品番                                                    |                                                             |
| 徳間ジャパンコミュニケーションズ / ガウスエンタテインメント | 徳間ジャパンコミュニケーションズ / ガウスエンタテインメント | 徳間ジャパンコミュニケーションズ / ガウスエンタテインメント | 徳間ジャパンコミュニケーションズ / ガウスエンタテインメント | 徳間ジャパンコミュニケーションズ / ガウスエンタテインメント | 徳間ジャパンコミュニケーションズ / ガウスエンタテインメント |
| ----------------------------------------------------------- | ----------------------------------------------------------- | ----------------------------------------------------------- | ----------------------------------------------------------- | ----------------------------------------------------------- | ----------------------------------------------------------- |
| 1st                                                         | 2006年7月26日                                               | ヒーロー・ウォーズ物語〜感動と涙のドラマ主題歌メドレー〜    | CD                                                          | TKCA-73058                                                  |                                                             |

#### ベスト・アルバム
|                               | 発売日                        | タイトル                                    | 規格                          | 規格品番                      |                               |
| キングレコード / CRYSTAL BIRD | キングレコード / CRYSTAL BIRD | キングレコード / CRYSTAL BIRD               | キングレコード / CRYSTAL BIRD | キングレコード / CRYSTAL BIRD | キングレコード / CRYSTAL BIRD |
| ----------------------------- | ----------------------------- | ------------------------------------------- | ----------------------------- | ----------------------------- | ----------------------------- |
| 1st                           | 1985年12月5日                 | DREAM DREAM                                 | CD                            | K32X-60                       |                               |
| 1st                           | 1985年12月5日                 | DREAM DREAM                                 | CT                            | K32H-821                      |                               |
| 2nd                           | 1988年7月21日                 | Dance with love                             | CD                            | K32X-273                      |                               |
| 2nd                           | 1988年7月21日                 | Dance with love                             | CT                            | K28H-1176                     |                               |
| 3rd                           | 1990年10月21日                | BEST SELECTION                              | CD                            | KICS-49                       |                               |
| 4th                           | 1991年11月21日                | MY SONGS Miki Asakura 10th Anniversary      | CD                            | KICS-151                      |                               |
| 4th                           | 1991年11月21日                | MY SONGS Miki Asakura 10th Anniversary      | CT                            | KITS-151                      |                               |
| 5th                           | 1992年7月22日                 | MIKI ASAKURA                                | CD                            | KICS-214                      |                               |
| 6th                           | 1993年9月22日                 | 全曲集〜ヒーロー                            | CD                            | KICX-2133                     |                               |
| 6th                           | 1993年9月22日                 | 全曲集〜ヒーロー                            | CT                            | KITX-2133                     |                               |
| キングレコード                |                               |                                             |                               |                               |                               |
| 7th                           | 1999年11月26日                | 麻倉未稀 コレクション                       | CD                            | KICX-7076                     |                               |
| 8th                           | 2003年9月26日                 | 麻倉未稀ベスト                              | CD                            | KICS-2433                     |                               |
| 9th                           | 2010年7月7日                  | 麻倉未稀 パーフェクト・ベスト               | CD                            | KICS-1579                     |                               |
| 10th                          | 2011年1月26日                 | HEART OF GOLD -30th Anniversary Best Album- | CD                            | KICS-1639/40                  |                               |
| 11th                          | 2016年7月27日                 | Voice of Power -35th Anniversary Album-     | CD                            | KICS-3398                     |                               |

### 参加作品
| 発売日         | 商品名                       | 歌                                        | 楽曲                             | 備考 |
| -------------- | ---------------------------- | ----------------------------------------- | -------------------------------- | ---- |
| 2016年07月20日 | スクリーン・ミュージックの宴 | 麻倉未稀                                  | 「ケ・セラ・セラ」               |      |
| 2016年07月20日 | スクリーン・ミュージックの宴 | 麻倉未稀                                  | 「追憶」                         |      |
| 2016年07月20日 | スクリーン・ミュージックの宴 | 別所哲也 & 麻倉未稀                       | 「ア・ホール・ニュー・ワールド」 |      |
| 2016年07月20日 | スクリーン・ミュージックの宴 | 麻倉未稀                                  | 「キャバレー」                   |      |
| 2016年07月20日 | スクリーン・ミュージックの宴 | 別所哲也、麻倉未稀、SUITE VOICE、吉井一肇 | 「ショウほど素敵な商売はない」   |      |

### タイアップ
| 楽曲                                        | タイアップ                                              | 収録作品                                                |
| ------------------------------------------- | ------------------------------------------------------- | ------------------------------------------------------- |
| ミスティ・トワイライト                      | オンワード『ジェーン・モア』テレビCMテーマ・ソング      | シングル「ミスティ・トワイライト」                      |
| ホワット ア フィーリング 〜フラッシュダンス | TBS系ドラマ『スチュワーデス物語』エンディングテーマ     | シングル「ホワット ア フィーリング 〜フラッシュダンス」 |
| ホワット ア フィーリング 〜フラッシュダンス | CIC配給パラマウント映画『フラッシュダンス』テーマソング | シングル「ホワット ア フィーリング 〜フラッシュダンス」 |
| それだけの旅                                | グリコチョコレート『ディオーネ』CMソング                | シングル「それだけの旅」                                |
| 黄昏ダンシング                              | TBS・MBS系『さよならを教えて』挿入歌                    | シングル「黄昏ダンシング」                              |
| ロマンスは熱いうちに -The City of Romance-  | 協和発酵 焼酎 SUN イメージ・ソング                      | シングル「ロマンスは熱いうちに -The City of Romance-」  |
| ヒーロー HOLDING OUT FOR A HERO             | TBS-TVドラマ『スクール☆ウォーズ』主題歌                 | シングル「ヒーロー HOLDING OUT FOR A HERO」             |
| RUNAWAY                                     | TBS-TVドラマ『乳姉妹』主題歌                            | シングル「RUNAWAY」                                     |
| 孤独の戦士 (ロンリー ハンター)              | OVA『ジャスティ』主題歌                                 | シングル「孤独の戦士 (ロンリー ハンター)」              |
| 想い出に愛をこめて                          | OVA『ジャスティ』イメージソング                         | シングル「孤独の戦士 (ロンリー ハンター)」              |
| 千億の恋人                                  | クラリオン『シティ・コネクション』CMソング              | シングル「千億の恋人」                                  |
| モノクローム                                | クラリオン『シティ・コネクション』CMソング              | シングル「千億の恋人」                                  |
| セラヴィと言わないで                        | OVA『ルパン三世 風魔一族の陰謀』主題歌                  | シングル「Be My Life/セラヴィと言わないで」             |
| Dance with love                             | 銀座ジュエリー・カメリアダイヤモンド・CFイメージソング  | シングル「Dance with love」                             |
| DREAMS COME TRUE                            | 第一不動産グループ・イメージソング                      | シングル「DREAMS COME TRUE」                            |
| Omni-Free 〜さよならを教えて〜              | JT『OMNI BLUE Mild』イメージソング                      | シングル「Omni-Free 〜さよならを教えて〜」              |
| モノクローム                                | キリンプレミアムビール CMイメージソング                 | シングル「モノクローム」                                |

## 写真集
- 『麻倉未稀』大竹省二撮影 スコラ 1993年
- 『Miki Asakura in Bali 麻倉未稀写真集』撮影：南浦護 1995年

## ヌードグラビア
- 『週刊現代』（大竹省二）撮影 1993年／（池谷朗）撮影 2003年
- 『週刊宝石』（南浦護）撮影 1995年
- 『スコラ』（大竹省二）撮影 1993年／（南浦護）撮影 1995年

## ミュージカル
- GOLDEN BOY（1987-1993年）
- 麗しのサブリナ（1995-1998年）
- アニーよ銃をとれ（1997年）
- ロックオペラ ハムレット（1998年）
- マイ・ドリーム～夢があるから（1999年）
- くるみ割り人形（2001 - 2002年）
- モンテンルパの夜はふけて（2007年）
- アニー（2009年）
- フットルース（2009年）

## 映画
- 卍舞2 妖艶三女濡れ絵巻（1995年） - 志保役
- き・れ・い？（2004年） - 佐伯和枝役

## ビデオ
- 女飼い（1995年）

## テレビ番組
- 年末年始ホテル物語（1988年、TBS）
- サスペンス・明日の13章「凍結受精卵」（1993年、関西テレビ）
- 土曜ワイド劇場「混浴露天風呂連続殺人13 雨の奥飛騨に消えた影」（1994年、ABC）
- 年忘れにっぽんの歌（テレビ東京）
- THE夜もヒッパレ（日本テレビ）
- 千鳥の鬼レンチャン（フジテレビ）

ほか多数

## ラジオ番組
- 麻倉未稀のマグカップサウンズ（文化放送）
- Harbor Light 23（ラジオ関西）
- Changeの瞬間 〜がんサバイバーストーリー〜 （2020年8月9日・16日、朝日放送ラジオ）[21]
- ハーレクインロマンスストリート（FM横浜）